# Castell de Schoenfels
El castell de Schoenfels (en luxemburguès: Schlass Schëndels; en francès: Château de Schoenfels), amb una història que data del segle xii, és un dels castells de l'anomenada Vall dels Set Castells al centre de Luxemburg. Està situat al poble de Schoenfels al cantó de Mersch.

## Història
El castell sembla haver estat construït per Friedrich de Schonevels el 1292. Mitjançant matrimonis, posteriorment va pertànyer a les famílies d'Ansembourg i Sanem. Al segle xvi, Henri Schloeder de Lachen es va convertir en el propietari i Senyor de Schoenfels i Busbach. El 1683, els francesos van destruir les defenses del castell i el 1690 el castell i el poble es va incendiar després d'una disputa entre Theodor von Neunheuser i el Senyor de Brandenbourg. El 1759, Pierre-François de Gaillot de Genouillac va ser nou Senyor de Schoenfels després de casar-se amb Marie-Catherine de Neunheuser. El 1813, el seu fill, François-Romain de Gaillot, va vendre el castell a Jean-Baptiste Thorn-Suttor, governador de la Província de Luxemburg durant el període de Bèlgica (1831-1839). El senador belga Jacques Engler va comprar el castell el 1840 i el va deixar al seu gendre el baró Auguste Goethals que va construir una casa al costat de la torre de l'homenatge. El 1948, l'industrial luxemburguès Camille Weiss va comprar la propietat, però ho va vendre el 1971 a l'Estat luxemburguès. La nova residència va ser demolida el 1976.
En finalitzar la seva restauració actual de la torre de l'homenatge, l'Estat té la intenció d'obrir un centre de visitants de la reserva natural de la vall de Mamer i oficines de l'Administració Forestal. Mentrestant, el castell està tancat al públic.

## Galeria

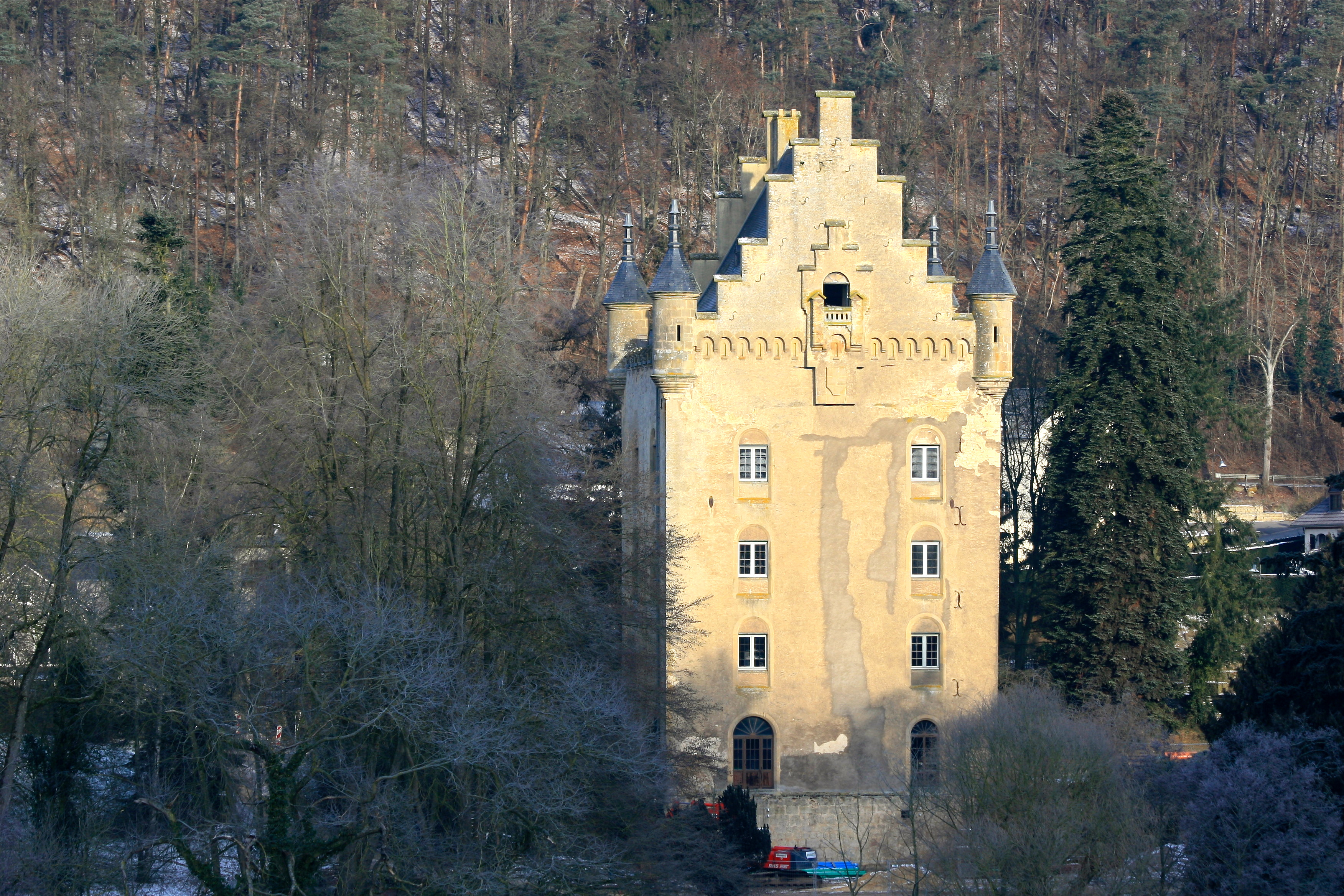
Vista des del Mamer
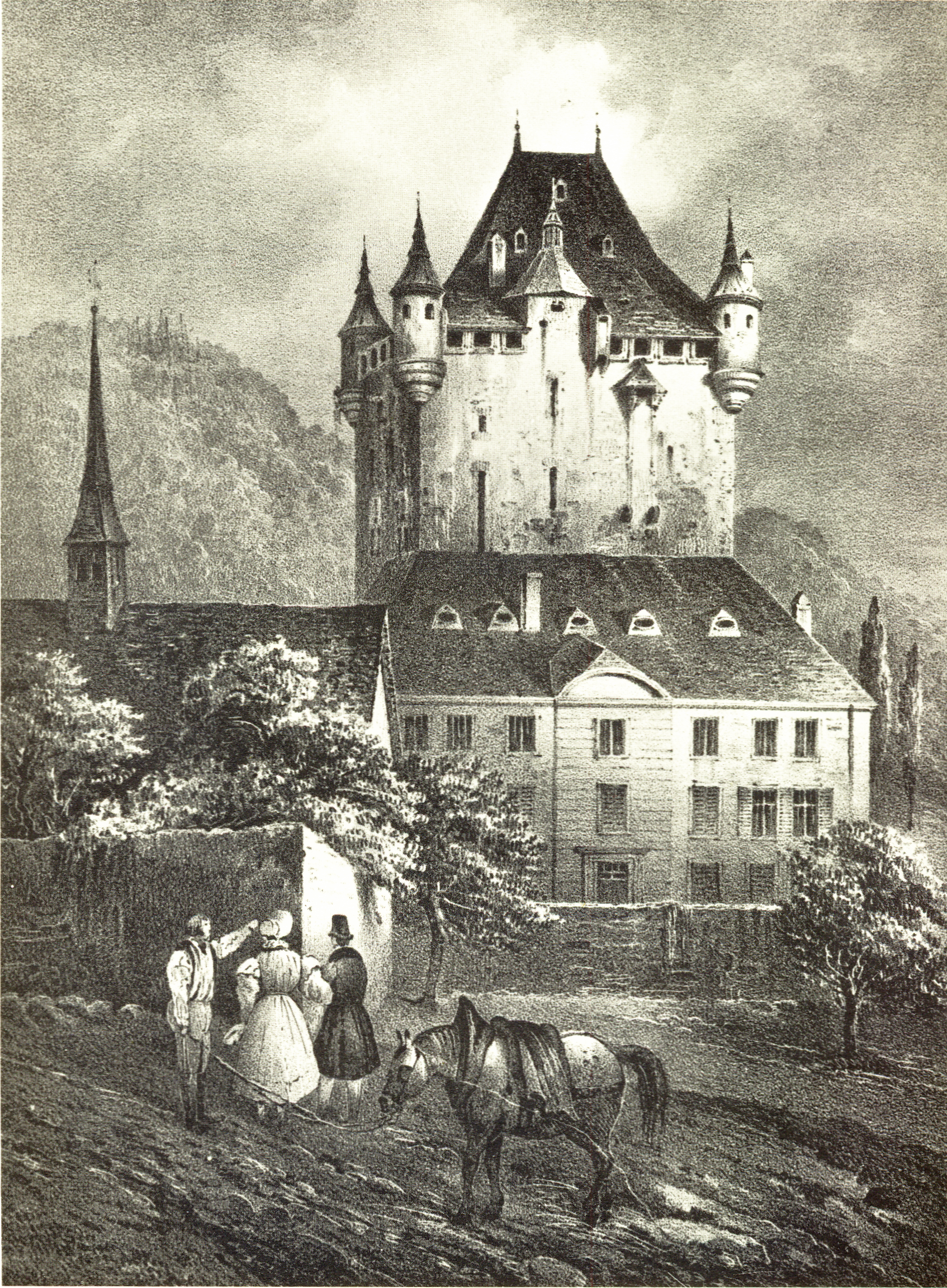
Dibuix de Nicolas Liez (1834) amb la casa senyorial al front, ara demolida.